# Towarzystwo Samopomocy Lekarzy
Towarzystwo Samopomocy lekarzy – organizacja skupiająca lekarzy działająca w latach 1901–1908 mająca siedzibę w Krakowie.

## Historia
Pomysł utworzenia organizacji lekarzy przedstawił w maju 1897 roku podczas zjazdu koleżeńskiego w Krakowie Szczepan Mikołajski. Nie udało się, chociaż powstał komitet organizacyjny. Dwóch jego członków znalazło się w styczniu 1901 roku w komitecie, który opracował i zatwierdził statut nowej organizacji. W styczniu rozesłano propozycję statutu. 5 lutego 1901 roku w sali Collegium Novum odbyło się pierwsze zgromadzenie Towarzystwa Samopomocy Lekarzy w Galicji z  Wielkim Księstwem Krakowskiem, na Śląsku i Bukowinie. Uczestniczyło w nim około 150 lekarzy, ale na listę członków wpisało się około 300 lekarzy. Wpisowe wynosiło 2 korony, a składka miesięczna 1 koronę. Towarzystwo powstało aby wspierać materialnie członków, pośredniczenie w szukaniu pracy dla członków i pomocy w rozwiązywaniu sporów między lekarzami. Prezesem wybrano Henryka Jordana. W 1902 roku liczyło 397 członków. Siedzibą był Kraków. Ze Lwowa do towarzystwa należało w 1902 roku tylko 23 lekarzy. W 1902 roku z wniosek utworzenia czasopisma przesłał na walne zgromadzenie Towarzystwa Szczepan Mikołajski. Pismo Głos Lekarzy powstało w 1903 roku, a Towarzystwo przyznało mu subwencję wynoszącą 1000 koron.
Towarzystwo posiadało kasę pogrzebową. Podczas zjazdu w 1902 roku uchwalono, że w razie śmierci któregoś z członków wdowa, sieroty, krewni otrzymają po 2 korony od każdego z jej członków. Na ten cel w 1904 roku wydano własnym kosztem znaczki 4 groszowe do naklejania na receptach.  W 1907 roku Towarzystwo liczyło 650 członków. W maju 1907 zmarł dotychczasowy prezes Henryk Jordan i członkowie Towarzystwa wzięli liczny udział w pogrzebie. Podczas walnego zgromadzenia pod przewodnictwem wiceprezesa Bogdanika, które odbyło się w czerwcu podjęto decyzję o zwiększeniu  funduszy na pomoc dla wdów i sierot i nadanie kasie imię zmarłego dr Jordana. Podjęto również decyzję o zmianie organizacji Towarzystwa wprowadzając zmiany w statucie. Jednak namiestnictwo ich nie zatwierdziło, dlatego zwołano 26 stycznia 1908 roku walne zgromadzenie dla ich zatwierdzenia. Podjęto wtedy decyzję o przekształceniu Towarzystwa w Krajowy Związek lekarzy Galicji i W. Księstwa Krakowskiego z podziałem na związek krajowy i oddziały powiatowe. Na początku kwietnia odbyło się w Krakowie pierwsze zebranie chętnych do przystąpienia do nowej organizacji.

## Prezesi
- Henryk Jordan (1901–1907 )[6]
- Julian Nowak (1907–1908)[10]